# Гвоздево (Шекснинский район)
Гвоздево — деревня в Шекснинском районе Вологодской области.
Входит в состав сельского поселения Фоминского, с точки зрения административно-территориального деления — в Фоминский сельсовет.
Расстояние по автодороге до районного центра Шексны — 57 км, до центра муниципального образования Фоминского — 2 км. Ближайшие населённые пункты — Аксеново, Ларионово, Фоминское.
По переписи 2002 года население — 29 человек (13 мужчин, 16 женщин). Всё население — русские.